# جانوران وحشی افغانستان

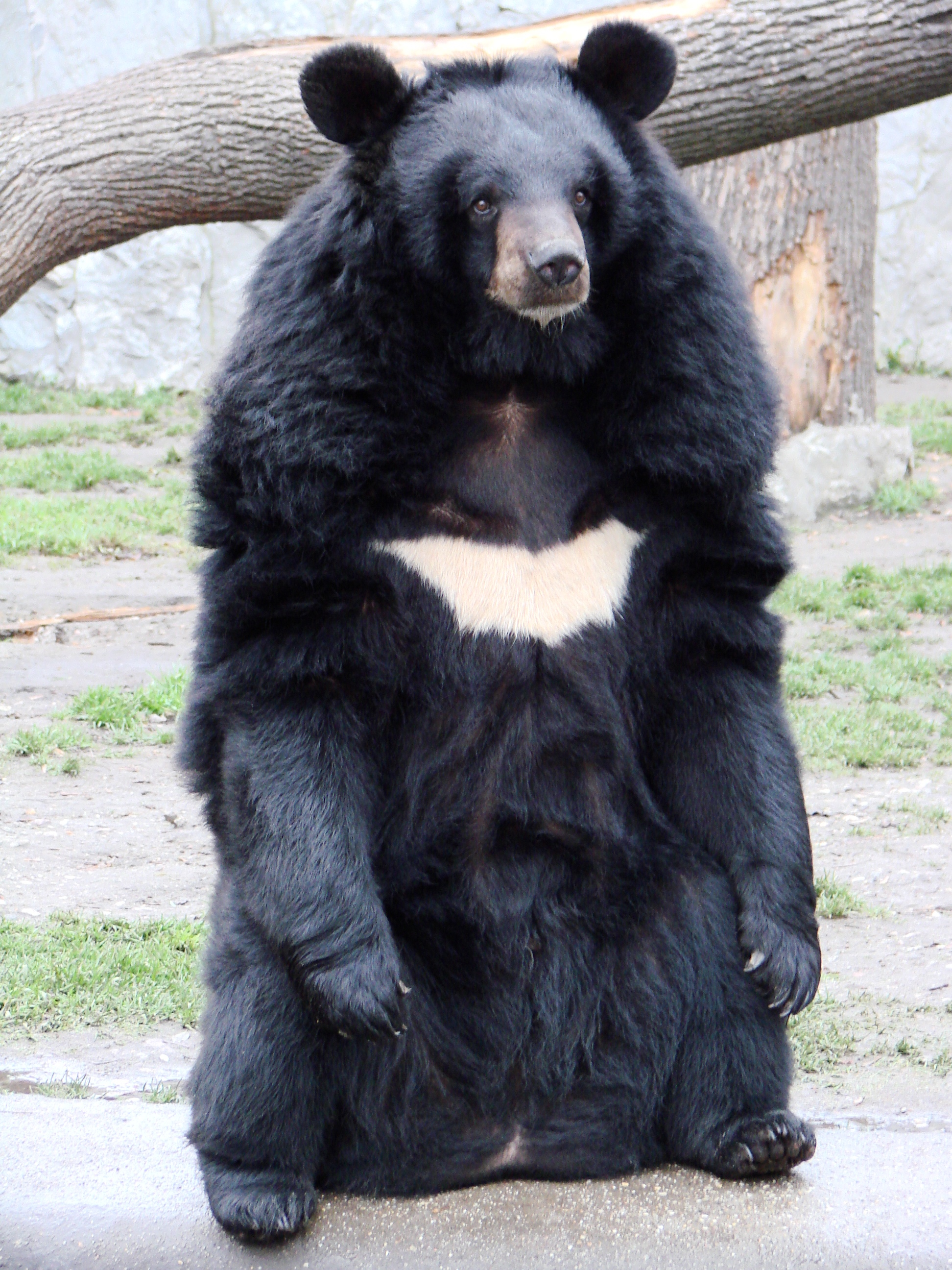
خرس سیاه آسیائی که در جنگلات قندهار و نورستان زیست می‌نمایند

مارخور گونه ای بز کوهی که در ارتفاعات شمال شرقی هندوکش زیست می‌نماید

افغانستان کشوری است کوهستانی که دارای ساختار پیچیده و متنوع جغرافیائی- اقلیمی می‌باشد. این ساختار باعث تشکیل و پرورش انواع مختلف حیات وحش گردیده است. اکثر مناطق، دره‌ها، بیابان‌ها و دشت‌های افغانستان دارای اقلیم غیر مشابه می‌باشد. موجودیت چنین شرایط موجب آن گردیده است تا انواع مختلف حیات وحش را در خود پرورش دهد. در حدود ۳۰۰۰ گونه گیاهی در افغانستان می‌روید و تقریباً ۱۲۸ نوع جانوران پستاندار از نوع گوشتخوار و غیر گوشتخوار، ۵۰۰ نوع پرنده و چندین گونه حیوانات خزنده، ذوحیاتین (دوزیست)و ماهی‌ها، توسط محققین داخلی و خارجی شناسائی گردیده است.
عموماً زندگی این نوع حیوانات در مناطق کوهی، جنگلی تالاب‌ها مانند ارتفاعات پامیر مناطق مرکزی و جنگلات مناطق شرقی و مناطق شمال غربی افغانستان تثبیت گردیده است. بعضی از انواع حیات وحش رو به انقراض رفته چون فرهنگ عدم شکار حیوانات کم‌یاب در افغانستان عام شمول نبودو مردمان دهات و مناطق همجوار جنگلات دست شکارغیر قانونی زده و باعث انقطاع نسل این حیوانات می‌شوند و بصورت کلی کمتر موجودیت آن‌ها تثبیت می‌گردد. از جمله ۴ نوع در معرض خطر ۱۲ نوع آن تحت تهدید انقراض ۵ نوع آن در تهدید شدن نزدیک است. ۷ نوع حیوان شنگل دار ۲۸ نوع گوشتخوار ۳۷ نوع خفاش ۲ نوع خرگوش و ۳۴ نوع جونده وجود دارد از جمله بز مار خور و پلنگ برفی در حال منقرض گردیدن است. هر چند مردمان شمال کشور خاصتا بدخشان در این اواخر به ارزش و اهمیت این قضیه پی برده و دیگر به این حیوانات آسیبی نمی‌رسانند حیوانات وحشی مانند ببر و شیر و یوزپلنگ و آهوی ختن در این کشور منقرض گردیده‌اند. دو نوع پرنده کمیاب بنام‌های بلبل نهی و گنجشک طلائی به ندرت دیده می‌شود. منابع آب‌های افغانستان غنی از انواع و اقسام ماهی ها؛ چه از نوع شیرماهی، گل ماهی (ماهی تروت) سگ ماهی می‌باشد. اکثر انواع حیات وحش آبی افغانستان در مناطق پامیر، آب‌های روان هندوکش مرکزی، جنوب هندوکش و آب‌های دریای هیرمند و کوکچه زیست می‌نمایند. دریای آمو دارای ماهی‌های بزرگ و بدون خار می‌باشد که از اهمیت اقتصادی برخوردار می‌باشد.

## تاریخچه موجودیت حیات وحش در افغانستان
ساختار جغرافیائی، اکولوجیکی و کوهستانی افغانستان زمینه نمو را برای نباتات و حیوانات مختلف مساعد ساخته است و این امر سبب زیست انواع مختلف حیوانات و نباتات شده است. در طول تاریخ اکثر مناطق افغانستان فاقد زیست انسانی بوده و موجب تشکیل و تقویه حیات وحش شده است. بابر شاه مغولی (۱۴۸۳–۱۵۳۰) در کتاب خاطرات خود از موجودیت ببر و یوزپلنگ در افغانستان یادآوری نموده است. این دو حیوان الی اواسط قرن بیست در دشت‌های افغانستان حیات بسر می‌بردند.
گویند دو صد سال قبل در نورستان هرکسی که از خانه خارج می‌شد آهو و بز وحشی را می‌دید. امیر تیمور در اواخر عمر خود کتابی را از خاطرات خود نوشت. او ذکر نموده است که گله‌های شیر را در دشت‌های کنار آمو دریا دیده است.
پس از ورود تفنگ موجودیت حیات وحش روز تا روز کم گردید فعلاً تعداد آن نابود و تعداد در حال انقراض قرار دارند. ببر الی اواسط قرن ۲۰ در نیزارهای کرانه‌های آمو دریا و شمال غرب افغانستان (مرغاب) زندگی می‌کرد که به سبب کاهش طعمه‌های اصلی این جانور یعنی آهو، گورخر و… و شکار بی‌رویه نسل آن منقرض شده است.

## زیستگاه گونه‌های جانوران در افغانستان
طبق تحقیقات دانشمندان زولوجی خوک در بادغیس و گلران هرات، گوزن سایبریائی در دره آجر، پلنگ برفی در مناطق شمال شرقی هندوکش، کفتار در دشت‌های شمال غرب غرب و جنوب غرب آهو سفید در دشت‌های شور وارزنه شمال، نه نوع پشک، مانند کره کل، سیاه گوش، پشی پلنگ، پشک کوهی، پشک صحرائی، پشک جنگلی و…، خرس سیاه و میمون در مناطق کنر و نورستان، آهو رنگ و ختن در دره نور بز مار خور در مناطق شمال شرقی و آهو مارکوپولو در دره‌های واخان پامیر دیده می‌شد. مار در تمامی نواحی بالخصوص مناطق خشکه و بیابانی افغانستان وجود دارند. اگرچه حیوانات کوچک و خزندگان در اکثر نواحی افغانستان ناشناخته مانده‌اند با وجود این همه یک سلسله تحقیقات ابتدائی صورت گرفته است. موجودیت ذوحیاتین کمتر دیده می‌شود. یک نوع آن از قبیل Batrachuperus Musteri در کوه‌های پغمان و کوه‌های مجاور آن دیده شده است. اقسام و انواع قورباغه‌ها، سنگ پشت، چلپاسه‌ها (مارمولک) گژدم سیاه و زرد غندل، و جولا به کثرت دیده می‌شود. حیوانات وحش چون پلنگ‌ها، پشک‌های کوهی و دشتی، پلنگ برفی در صفحات هندوکش شمال شرقی و مرکزی وجود دارد. گرگ و روباه را می‌توان در همه نقاط افغانستان مشاهده نمود. تا حالا دو نوع شادی، خرس سیاه در بلندی‌ها و جنگلات مناطق شرقی و غربی افغانستان دیده شده‌اند که شادی‌ها از نوع هندی آن می‌باشند. بزهای شنگلدار و غیر شنگلدار، اقسام آهوها از جمله آهوی باختری و ترکی، گوسفند مارکوپولو، بز کوهی در سلسله کوه‌های هندوکش و کوه‌های صفحات مرکزی موجود اند و بعضی از انواع آن‌ها از بین رفته یا خیلی کمیاب می‌باشند.
در مناطق آب‌های استاده تالاب‌ها دریاها جوی‌ها جهیل‌ها انواع ماهی‌ها حیات بسر می‌برند. پروژه‌های سروبی، کوکچه، نغلو، کجکی و کمال خال برای چندین مقاصد اعمار گردیده است. یکی از مقاصد زیستگاه حیات وحش و ماهی‌ها می‌باشد.
یکی از ایستگاه‌های مهم پرندگان در افغانستان دریاچه آب ایستاده و تالاب ناور ولایت غزنی است که بیش از ۱۲۰ نوع از پرندگان آب باز در آن زندگی و رفت‌وآمد می‌کنند. کلنگ سفید سیبریایی که از پرندگان کمیاب است، در راه بازگشت از هند، در دریاچه آب ایستاده غزنی توقف می‌کند. انواع بسیاری از پرندگان از جمله مرغابی وحشی، قاز، پرستو، جل، بودنه، کبک، تیهو، شاهین، باشه و… زیاده دیده می‌شود. همچنین در حدود ۲۰ هزار فلامینگو (قازحسینی) در کرانه‌ها و تپه‌های اطراف این دو ناحیه تخم‌گذاری می‌کنند.
دریاچه هارون صابری و پوزک، درامتداد مرز افغانستان و ایران، زیستگاه وسیع و مهم برای بسیاری از پرندگانی است که همه ساله زمستان را در آنجا سپری می‌کنند. در حدود ۱۹۰ گونه پرنده در دریاچه هامون و مناطق اطراف آن دیده می‌شود و در سال ۱۳۵۶ شمسی، بیش از هفتصد هزار پرنده آب باز و مهاجر در این دریاچه وجود داشته است. پرندگانی مانند دراج، توغدری، بقره قره، جل، اگن، تیهو، عقاب، سنقر، کرکس و… در حوالی دریاچه فراوان است. همچنین پرندگان مهاجری که از آسیای میانه به طرف هندوستان مهاجرت می‌کنند، مدتی را در دریاچه بند امیر می‌گذرانند.
در کوه‌های بابا بیش از ۱۵۰ نوع پرنده وجود دارد. تنگه سالنگ در خزان و بهار معبر عمده‌ای است برای زیادی از لک لک‌های سفید وسیاه، زاغ، و گونه‌های بی‌شماری از پرندگان دیگر، که از زیستگاه‌های زمستانی خود به مناطق شمالی مهاجرت می‌کنند.
جنگل‌های شرق کشور (نورستان، پکتیا) آشیانهٔ بسیاری از پرندگان هیمالیایی می‌باشد. انواع پرنده‌هایی چون قرقاول، طوطی، مینا، بلبل، کبک، سی سی، هدهد، باز، باشه، زاغ، بوم، کبک زری و غیره در این جنگل‌ها زندگی می‌کنند.

### پستانداران
پستانداران به حیواناتی گفته می‌شوند که مانند انسان تولید چوچه را نمایند و تا مدتی چوچه را از شیر خود تغذیه نمایند. در افغانستان تااکنون ۱۲۰حیوان پستاندار تشخیص گردیده است. از جمله ۷نوع حشرات ۳۴ نوع خفاش یک نوع میمون ۲۸ نوع گوشتخوار یک نوع سم دار ۹ نوع شنگلدار ۴ نوع خرگوش و ۳۴ نوع موش می‌باشد. در افغانستان پستانداران گوشتخوار مانند گرک شغال روباه، کفتار، پلنگ، پشی پلنک، پشک وحشی، موش خرما، راسو، دله خفک، سمور سنگی و غیرگوشتخوار مانند گوزن، جیره، خارپشت، بز، آهو، گوسفند، سنجاب، خرگوش، گوسفند مارکوپولو، گوزن آبی، غزگاو می‌باشد. علاوه بر این یکتعداد پسانداران ذومعیشتین یعنی گوشتخوار و علف خوارنیز وجود دارد مانند خرس سیاه، خرس نصواری، شادی و بعضی آن‌ها هم درآب و هم در خشکه زندگی دارند مانند سگ آبی، سمورآبی می‌باشد.

### جانوران شناور
جانوران آبی افغانستان عبارتند از ۲۷ نوع ماهی مار ماهی سگ ماهی لقه سنگ پشت انواع قوربقه سگ آبی سمورآبی، خرچنگ و غیره می‌باشد. سک آبی در مناطق مرکزی افغانستان یافت می‌شود جیوانات آبی در آب‌های استاده رودخانه و ساحات آبی دیده می‌شود. ماهی بزرگ معمولاً در رودخانه هیرمند کوکچه وآمودریا یافت می‌شود که دارای عمق زیاد می‌باشند.

### پرندگان

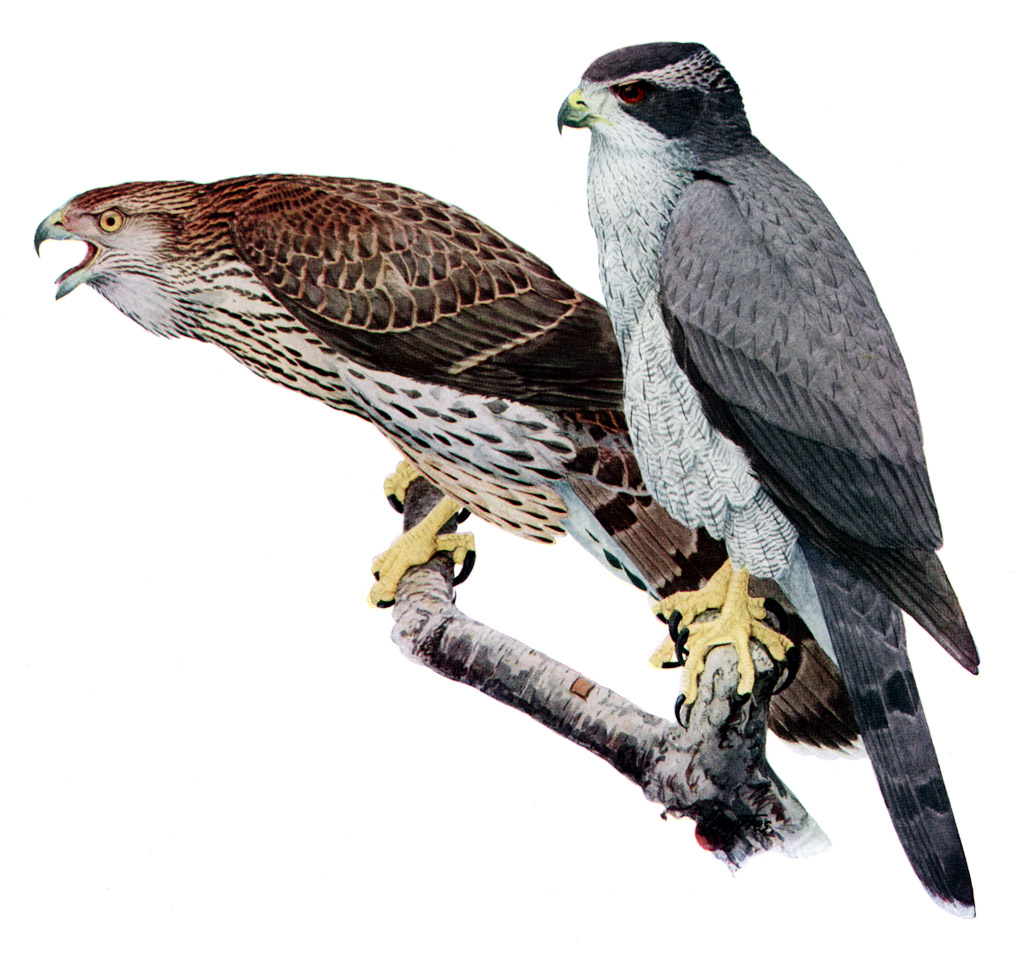
باز یکی از پرندگان شکاری افغانستان

در افغانستان پرندگان گوشتخوار و غیر گوشتخوار وجود دارد. تا اکنون حدود ۵۰۰ نوع پرنده گوشتخوار و غیر گوشتخوار تشخیص گردیده است. پرندگان گوشت‌خوار چون باشه، شاهین، کلمرغ و عقاب می‌باشد. از جمله قاچاق شاهین و باشه درین اواخر ازدیاد یافته است. این پرنده طور قاچاق به پاکستان برده شده سپس به کشورهای عربی بفروش می‌رسد. باشه و شاهین را عرب‌ها به منظور بدست آوردن صدف خریدمی نمایند.
پرندگان غیر گوشتخوار پرندگان است که آواز مقبول دارد یا از گوشت آن‌ها استفاده می‌شود. انواع که درافغانستان وجود دارد عبارت مرغابی، کلنک سایبریائی، کوک زری، بودنه، کبک، کنری، گل سر، شانه سرک، تیهو، بودنه، لک لک، فاخته، قمری، بلبل، سی سی، کلنگ، سیاه سینه، کبوتر، زاغ، کرکس، قاز، جل، باز، هدهد، نیله زاغ، سائره، قره سینه، مرغابی، موسیچه، مینا، طوطی، جغد و… می‌باشد.

### خزندگان

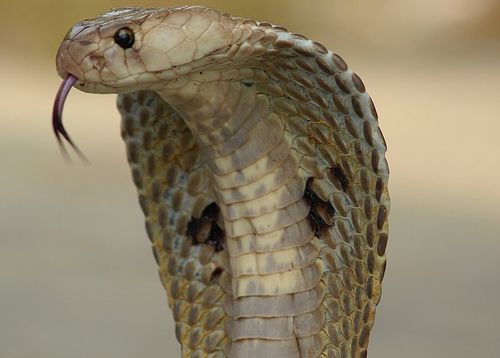
مار کبرا یکی از خزندگان افغانستان است

تا اکنون تحقیقات وسیع در مورد خزندگان صورت نگرفته است. با وجود این همه یک سلسله تحقیقات صورت گرفته است. انواع خزندگان مانند مارها که در کشور ۲۷ نوع آن و سوسمارها که ۲۳ نوع آن شناسایی شده است، در همه نقاط دیده می‌شوند. انواع گژدم سیاه زرد؛ غندل در اکثر نقاط افغانستان بمشاهده می‌رسد. انواع سنگ پشت افغانی دارای جسامت کوچک بوده در نزدیکی آب حیات بسر می‌برند.

### خفاشان
خفاش «شب پرک چرمی» نوع پستاندار بوده معمولاً از حیوانات کوچک تغذیه می‌نمایند. حدود ۳۴ نوع خفاش بومی و مهاجر تشخیص گردیده است. از جمله دو نوع آن را می‌توان بمشکل یافت. خفاشان بومی داری جسامت کوچک بوده در نزدیکی شهرها زندگی می‌کنند.

## علل کم شدن حیات وحش در افغانستان
حدود ۸۵ فیصد از حیات وحش در افغانستان بنا بر عوامل متعدد از بین رفته است.
1. غربت: در طول تاریخ شکار حیوانات به منظور پوست گوشت و تفریح شکار گردیده باعث انقراض یا نابود شدن حیوانات گردیده است. تعدادی زیاد از فامیل‌ها به منظور تأمین معشیت از شکار حیوانات استفاده می‌نمایند.
2. عدم فهم و دانائی مردم: اکثر مردم افغانستان حیات وحش را دادخدا و بی صاحب دانسته، به شکار آن می‌پردازند.
3. عدم پلان تدابیر و کنترول قوی از طرف دولت: در ۳۳ سال جنگ که جریان داشت دولت نتوانست در اکثر دهات حاکمیت دولتی را تحقق ببخشند. بدین منوال لاقانونیت و خودسری درین مناطق مروج گردیده است.
4. احصایه: تا اکنون دولت افغانستان احصایه قوی در مورد نفوس انسان در خاک ندارد چه رسد که از حیات وحش احصائیه گیرد.
5. درآمد: اکثر در افغانستان پروژه‌های رویکار می‌گردد که در آن راه درآمد وجود داشته باشد. وظایف مصرفی و بی درآمد را معمولاً بدوش انجیوها و خارجی‌ها می‌گزارند. هیچ‌کس علاقه‌مندی به چنین مسایل ندارند. فقط در ورقها برای رفع مسئولیت چیزی می‌نویسند.
6. قاچاق: یکی از بزرگ‌ترین عوامل نابودی حیات وحش قاچاق است. قاچاقبران جز پول به وطن و حیات چیزی فکر نمی‌کنند. خرید و فروش غیرقانونی قاچاق آثار تاریخی، احجار قیمتی، حیوانات وحشی، پرنده، پوست حیوانات، و نباتات نادر در افغانستان از مدتی بدینسو ادامه دارد. اکنون مافیای بین‌المللی که در کشورهای همسایه و دورتر لانه کرده توسط اجیران خود همه را به خارج کشور انتقال می‌دهند. روز تا روز دارایی عامه و ملی را غارت می‌نمایند.
7. فقدان مواد غذایی: تخریب کشتزارهای طبیعی و قطع جنگلات باعث می‌شود که لانه و غذای یک تعداد از حیات وحش از بین رود. با از بین رفتن جنگل‌ها تسلسل طبیعی ایکوسیستم از بین رفته و حیات وحش دیگر گرسنه باقی می‌ماند. درین صورت آن‌ها مجبور می‌شوند منطقه را رها کنند یا بمیرند.
8. بیابان‌زائی و شهری شدن زمین‌ها: در افغانستان رشد شهری شدن ۱۰ فیصد می‌باشد که همه ساله محلات که حیات وحش زندگی می‌کنند تخریب می‌گردد. خشک شدن تالابها، خشک سالی، شکار بی‌رویه، جمع‌آوری تخم و چوچه حیات وحش نیز از عوامل عمده است که بالای تعداد حیات وحش تأثیر دارد

## علل حفاظت حیات وحش
تسلسل طبیعی چنین است که زندگی هر حیات زنده با دیگر زنده جانان ارتباط مستقم دارد. در صورت انقراض یک حیوانات دیگر حیوانات آنقدر زیاد می‌شوند که دیگر برای آن‌ها غذا نرسیده همه می‌میرند یا دیگر حیوانات بنسبت کمبود غذا از بین می‌روند. انسان‌ها نمی‌توانند بدون حیوان و نباتات زندگی نمایند. به همین‌طور سایر زنده‌جانان بدون زنده‌جان‌های دیگر نمی‌توانند زندگی نمایند. یکتعداد حیوانات و حشرات مثلاً ملخ، موش، گنجشک و غیره بنام آفات یاد می‌شوند. ملخ و موش و گنجشک غذا صدها حیوان و پرنده است. اگر یکی ازین حیوانات در حالت انقراض قرار گیرد تعداد آفات ازدیاد می‌یابد و این آفات به شهر هجوم می‌آورند. گاهی با خود مرض تباه‌کن را نیز می‌آورند. مگس و پشه را پرندگان جولاها خزندگان و غیره خورده نسل این حیوانات مضر را کنترول می‌نمایند؛ یعنی حیات وحش نه تنها در حفظ محیط مؤثر است بلکه انسان‌ها را از امراض وآفات محافظه می‌نمایند. تخم نباتات را مخفی می‌کنند باعث ازدیاد فرش سبز می‌گردند. حشرات را می‌خورند. برای تفریح است.

## پارکهای ملی

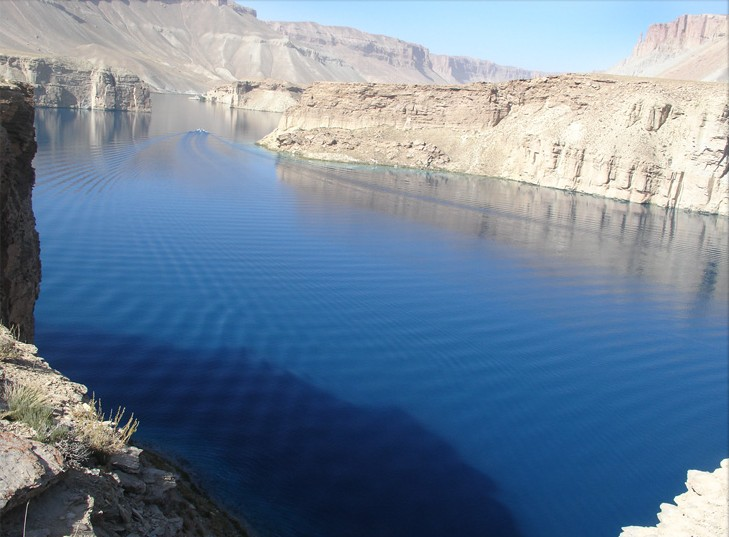
یکی از پارکهای مشهور افغانستان بند امیر است

پارک‌های ملی افغانستان، تالابها، جنگلات طبیعی، کوه‌ها و دشت‌ها می‌باشد. الی اکنون مناطق دشت ناور غزنی، بند امیر، جهیل هامون، جنگلات کنرهار و پکتیا و بادغیس، قول آب چکان کابل، دره آجر، کوهای جنگل‌دار نورستان منحیث پارک‌های ملی ما در نطر گرفته شده است. این کوه‌ها از نظر محل بود و باش آهوی مارخور، خرس نصواری و بسیاری از حیوانات وحشی دیگر قابل توجه است. سواحل دریای آمو از نظر گوزن باختری بسیاری حیوانات وحشی و پرنده گان، معروف است. هامون پوزک و هامون صابری از نظر محیط زیست پرنده گان مهاجر آبی مشهوراند. این پارک‌ها پناهگاه هزاران جانوران می‌باشد.
تالاب‌های افغانستان عبارتند از تالاب اشکمش در ولایت تخار، تالاب غور در ولایت فراه، تالاب غوری در ولایت بغلان، تالاب بغلان در ولایت بغلان، تالاب نور در ولایت غزنی، تالاب محمد در ولایت قندهار، دریاچهٔ بند امیر در ولایت بامیان و بسیاری از نقاط دیگر مانند کوه‌های شمال شرقی و غربی و جنگل‌های بدخشان از زیستگاه‌های مهم پرندگان مختلف به‌شمار می‌آیند.

### جهیل‌های افغانستان
1. هامون هلمند در جنوب غرب افغانستان
2. هامون پوزک در جنوب غرب افغانستان
3. هامون صابری در جنوب غرب افغانستان
4. بند امیر در بامیان
5. جهیل زرقول در بدخشان افغانستان
6. جهیل چقمقتین در بدخشان افغانستان
7. جهیل شیوا در بدخشان افغانستان
8. جهیل سرغیلان بدخشان

## جستارها وابسته
- کشاورزی در افغانستان